# Vanessa White
Vanessa Karen White (née le 30 octobre 1989 à Yeovil en Angleterre) est une chanteuse, auteure-compositrice-interprète, danseuse et mannequin anglaise. Depuis 2007, elle est membre du groupe The Saturdays. Le groupe connait un grand succès ; elles ont sorti quatorze singles dont douze d'entre eux ont été en tête des charts au Royaume-Uni. Leurs trois albums ont atteint le Top 10 dans le classement UK Albums Chart et, grâce à cela, ils ont tous remporté un British Phonographic Industry.

## Biographie
Née d'une mère philippines et d'un père anglais,, Vanessa est originaire de Yeovil dans le comté de Somerset. Dès son plus jeune âge, elle est passionnée par la musique et, tous les samedis, elle allait à l'école de théâtre Sylvia Young Theatre School à Londres. Mais lorsqu'elle avait 5 ans, on lui a proposé de rester dans cette école à temps plein, alors elle s'est installée avec sa famille à Stratford, un quartier de Londres. Elle a voulu s'inscrire à l'école The BRIT School mais on l'a refusé. Elle a joué dans de nombreuses pièces de théâtre, notamment Le Roi lion dans le rôle de Nala, jeune. Elle a aussi joué l'une des filles du roi dans Le Roi et moi de 2000 à 2002. Elle a un frère cadet, Ryan (né le 17 juillet 1995), et une sœur cadette, Celine.

## Carrière

### 2007-Présent: The Saturdays

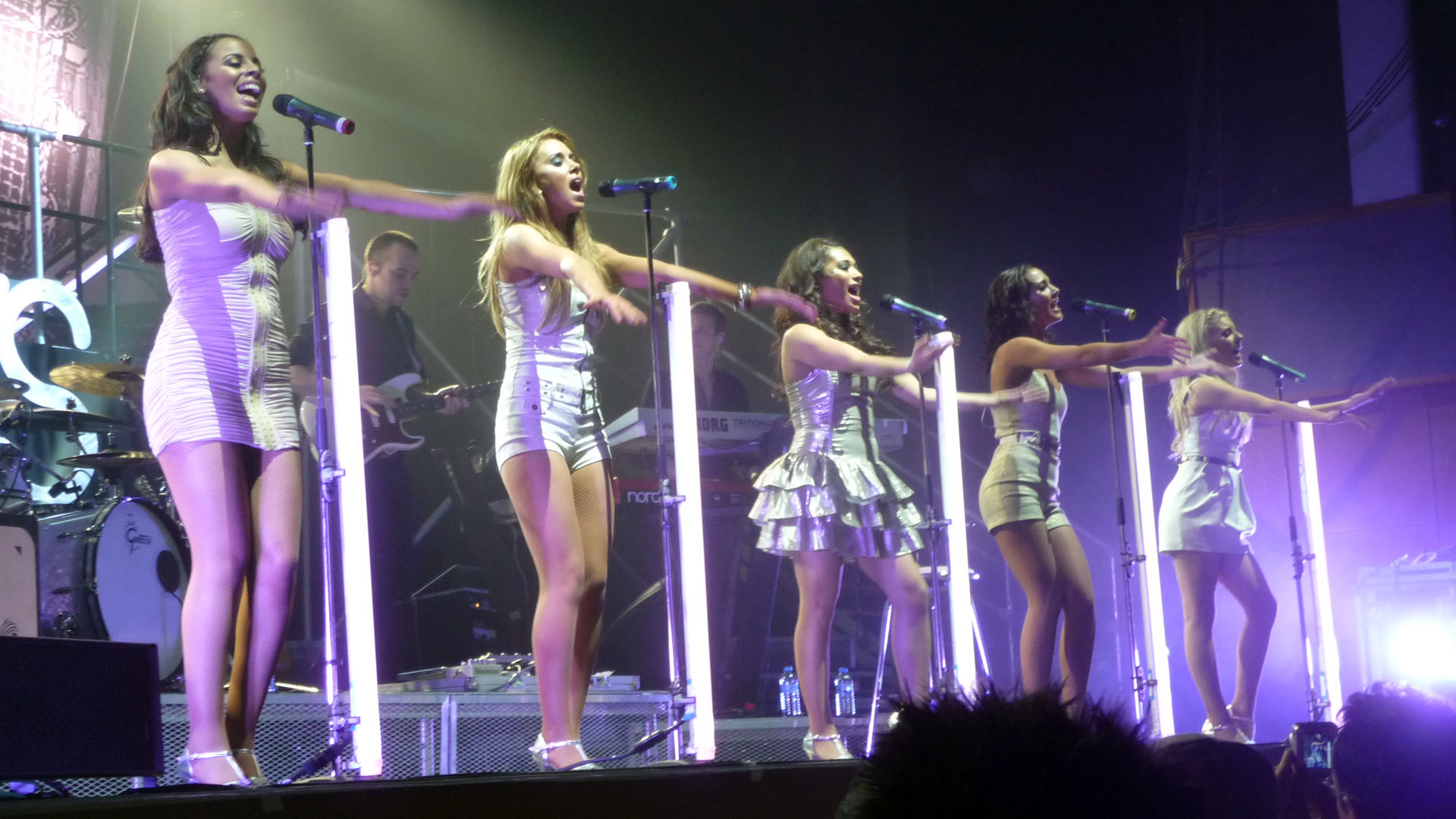
The Saturdays en concert le 20 juin 2009.

Depuis 2007, Vanessa fait partie du groupe anglais The Saturdays dont les autres membres sont : Una Healy, Mollie King, Frankie Sandford et Rochelle Wiseman. À leur effigie, elles ont huit singles et trois albums en tête du Top 10,. Le girl group ont sorti leur premier single intitulé "If This Is Love" en juillet 2008 et il a été placé à la huitième place au Royaume-Uni. 
Elles ont, ensuite, sorti un deuxième single intitulé "Up" qui a été placé à la cinquième place au Royaume-Uni. Plus tard, le single "Up" a été certifié disque de platine. Le 27 octobre 2008, elles ont sorti leur premier album intitulé Chasing Lights. Il s'est rangé à la neuvième place dans les charts au Royaume-Uni et, selon le British Phonographic Industry, il a été certifié disque de platine. Elles ont alors sorti un troisième single intitulé "Issues" - qui a également été certifié platine. Par la suite, The Saturdays ont enregistré une nouvelle version de la chanson "Just Can't Get Enough du groupe Depeche Mode. Le single a été placé en seconde position dans les charts du Royaume-Uni ; derrière "Right Round" de Flo Rida. Le cinquième et dernier single (pour l'album Chasing Lights) intitulé "Work" est sorti en juin 2009 et fut le premier single du groupe à échouer dans le Top 20. Plus tard, le girl group est parti en tournée, le "Work Tour".
En octobre 2009, le groupe ont sorti un deuxième album intitulé Wordshaker - qui a été placé à la neuvième position et qui a été certifié platine par le British Phonographic Industry. Le premier single de l'album fut "Forever Is Over" qui s'est placé à la seconde place dans les charts. En début d'année 2010, elles ont sorti le deuxième et dernier single intitulé "Ego" - qui a été placé à la neuvième place.
Dans l'été 2010, elles ont sorti un mini-album intitulé Headlines! qui s'est placé à la troisième place dans les charts au Royaume-Uni et à la dixième place en Irlande. Leur huitième single fut "Missing You" - placé en troisième place au Royaume-Uni et sixième en Irlande. Le deuxième single de ce mini-album fut "Higher" sur lequel le rappeur américain, Flo Rida, leur a proposé une collaboration. Les cinq filles ont sorti un troisième album intitulé On Your Radar - qui a reçu des critiques négatives et qui a été placé à la 23e place dans les charts. Pour cet album, elles ont sorti trois singles ; "All Fired Up", "Notorious" et "My Heart Takes Over". En décembre 2011, The Saturdays sont parties en tournée, le "All Fired Up Tour".
En 2012, le groupe a commencé à travailler sur leur quatrième album. En mai 2012, elles ont sorti un premier single intitulé "30 Days". Il a, ensuite, été annoncé que le groupe avait signé un contrat avec les labels Def Jam et Mercury Records afin de sortir leur musique aux États-Unis. En mai 2013, le groupe a sorti un deuxième single intitulé "Gentleman".

### En solo
En 2013, Vanessa a enregistré une chanson intitulée The Zoo avec Vince Kidd, un ancien candidat de X Factor. Le clip est sorti le 20 avril 2013.
En novembre 2017 elle participe à la 17e saison de l’émission I'm a Celebrity… Get Me Out of Here! sur ITV.

## Vie privée
Vanessa White a été en couple avec le musicien de jazz anglais Adam Chandler de 2008 à 2010,,, puis elle a été la compagne du styliste britannique Gary Salter (né le 22 avril 1985), de 2011 à 2017,. De 2020 à 2023, elle partage la vie du mannequin et musicien britannique Emmanuel Lawal. 
En février 2014, Vanessa a révélé qu'elle se bat contre l'alcoolisme depuis 2010 : « Ma vie a commencé à être "hors de contrôle" en 2010. Je sortais tous les soirs et je buvais n'importe quoi. Je buvais surtout de la vodka mais, pour être honnête, je buvais aussi de tout. Cela affectait énormément le groupe, je me sentais seule et déprimée. ». Elle a également expliqué qu'à cette époque, Rochelle, Una, Mollie et Frankie étaient toutes en couple et pas elle, et que c'est ce qui l'a poussé à boire. Vanessa a déclaré que, pour arrêter de boire, elle s'était installée chez Rochelle pendant deux semaines, en 2011.

## Discographie
- 2013 : The Zoo en featuring avec Vince Kidd
- 2015 : Boys Don't Lie (Oh Boy) en featuring chœurs-compositeur avec Olly Alexander